# Titanattus paganus
Titanattus paganus es una especie de araña saltarina del género Titanattus, familia Salticidae. Fue descrita científicamente por Chickering en 1946.
Habita en Panamá.